# Toshihiro Yoshimura
Toshihiro Yoshimura (吉村 寿洋 Yoshimura Toshihiro?), född 28 juni 1971 i Shizuoka prefektur, är en japansk före detta fotbollsspelare.
Yoshimura började sin karriär 1990 i Yamaha Motors (Júbilo Iwata). Efter Júbilo Iwata spelade han för Vissel Kobe och Oita Trinita. Han avslutade karriären 2001.